# Yugoslavia en los Juegos Olímpicos de Moscú 1980
Yugoslavia estuvo representada en los Juegos Olímpicos de Moscú 1980 por un total de 164 deportistas que compitieron en 17 deportes.  
El portador de la bandera en la ceremonia de apertura fue el piragüista Matija Ljubek.

## Medallistas
El equipo olímpico yugoslavo obtuvo las siguientes medallas:
| Nombre                                  | Deporte     | Competición             |
| --------------------------------------- | ----------- | ----------------------- |
| Oro                                     |             |                         |
| Equipo                                  | Baloncesto  | Torneo M                |
| Slobodan Kačar                          | Boxeo       | Semipesado (81 kg) M    |
| Plata                                   |             |                         |
| Equipo                                  | Balonmano   | Torneo F                |
| Zoran Pančić Milorad Stanulov           | Remo        | Doble scull (M2x) M     |
| Equipo                                  | Waterpolo   | Torneo M                |
| Bronce                                  |             |                         |
| Equipo                                  | Baloncesto  | Torneo F                |
| Radomir Kovačević                       | Judo        | +95 kg M                |
| Šaban Sejdi                             | Lucha libre | 68 kg M                 |
| Zlatko Celent Duško Mrduljaš Josip Reić | Remo        | Dos con timonel (M2+) M |